# Bider der Flieger
Bider der Flieger ist eine schweizerische Piloten-Filmbiografie aus dem Jahre 1941 von Leonard Steckel. Robert Freitag spielt den 1919 bei einem Flugzeugabsturz ums Leben gekommenen Schweizer Flugpionier Oskar Bider. Der Film wurde nach Motiven des 1938 erschienenen Buchs «Bider der Flieger. Ein Buch der Erinnerungen» von Otto Walter gestaltet.

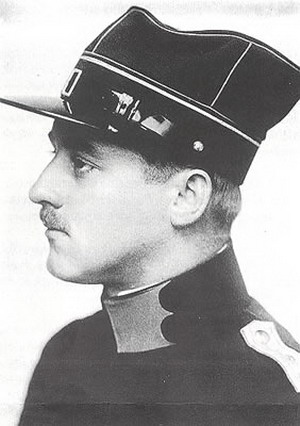
Der reale Oskar Bider, (Aufnahme von 1915)

## Handlung
Der Film spielt im Juni und Juli 1913 in der Schweiz sowie in Deutschland, Frankreich und Italien. Der junge, begeisterte Schweizer Flugpionier Oskar Bider landet im Sommer nach einer erfolgreichen Pyrenäenüberquerung mit seinem Flugzeug in seiner Heimatgemeinde Langenbruck, wo ihn schon zahlreiche begeisterte Mitbürger, Freunde und Familie, mit Glockengeläut willkommen heissen. Nur der knurrige Onkel Servatius weigert sich Beifall zu spenden, hält er doch die ganze Fliegerei für «Gaukeleien», denn der gläubige Christ meint: «Nur Engel dürfen fliegen!». 
Bider selbst hat bereits weitere grosse Projekte im Kopf: Als Nächstes plant er, die Alpen zu überfliegen und eine eigene Fluggesellschaft zu gründen. Als ihm ein ausländischer Schausteller ein grosszügiges Finanzierungsangebot unterbreitet, lehnt der Patriot Bider ab, er will nur für sein eigenes Land fliegen. Im Vorzimmer eines Bankiers lernt Oskar eines Tages Mr. Powler kennen, einen US-Amerikaner mit schweizerischen Wurzeln, der ihm ein verlockendes Angebot macht. Doch auch diesmal sagt Bider Nein, verliebt sich aber in Powlers Schwester Camille. 
Das Liebespaar ist gerade auf einer Jungfrau-Begehung, als Bider den Deutschen von Veltheim dabei beobachtet, wie dieser Skizzen anfertigt. Rasch wird Bider klar, dass es sich um einen Flugkonkurrenten handeln muss, der selbst eine Alpenüberquerung per Flugzeug vorbereitet. So unter Zeitdruck gesetzt, schlägt Oskar sämtliche Warnungen vor einem übereilten Aktionismus in den Wind und beginnt, finanziell gesponsert von Mr. Powler, hastig mit den Vorbereitungen zu seinem geplanten Alpenüberflug. Sein Start vom Flugplatz Beundenfeld erweist sich als halsbrecherisch, heftige Windböen erzwingen seine Rückkehr. Camille Powler ist voller Sorge und stellt ihrem Geliebten ein Ultimatum: Entweder sie oder die Fliegerei. Bider hat sich jedoch mit Haut und Haaren der Fliegerei verschrieben und startet wenige Tage später erneut. Diesmal wählt er als Route den Überflug des Jungfraumassivs und landet in Mailand. In Genua trifft er Camille und deren Bruder wieder. Camille ist krank und will mit dem Schiff in die USA reisen. Beide trennen sich endgültig. 
Biders nächster Flug führt ihn Ende Juli 1913 über Graubünden. Sicher landet er in Bern und wird dort vom Bundesrat empfangen, der sich bereit zeigt, fortan Biders Flugunternehmungen zu Ruhme der Schweiz zu finanzieren.

## Produktionsnotizen
Die Dreharbeiten fanden von August bis Oktober 1941 in den Filmstudios Rosenhof und Seebach AG (beides Zürich) sowie in Langenbruck, Basel, Bern, Mürren, Au und auf dem Flugplatz Spreitenbach (allesamt Aussenaufnahmen) statt. Die Uraufführung war am 15. November 1941 in Basel, eine deutsche Premiere gab es nie.
Da die Schweizer Fremdenpolizei aus streng patriotischen Gründen keinen Ausländer als Regisseur wünschte, wurde der unerfahrene Max Werner Lenz engagiert, der sich jedoch lediglich auf die Dialogregie konzentrierte. Etwas mehr Erfahrung in filmischen Dingen besass der geschätzte Theatermann Leonard Steckel, der sich bei Bider der Flieger auf die Schauspielerführung fokussieren sollte. Für das visuelle Erscheinungsbild hatte neben dem erfahrenen deutschen Chefkameramann und Stummfilmveteran Werner Brandes Co-Kameramann Georges C. Stilly zu sorgen, der sich bei Bider der Flieger auch als Filmeditor versuchte. 
Die Filmbauten entwarf Fritz Butz, ihm zur Seite stand Walter Zollin. Die Stunts flog der Schweizer Swissair-Pilot Hans Kuhn.

## Wissenswertes und Kritik
Bider der Flieger ist ein zeittypischer Schweizer Film, der im Zuge der «Geistigen Landesverteidigung» während des Zweiten Weltkriegs entstand. Der Schweizer Filmhistoriker Hervé Dumont schrieb dazu: «Der Film hat eine Gallionsfigur (sic!) des eroberungslustigen 20. Jahrhunderts zum Thema, ein ‹Vorbild in einer Zeit, da Opfermut und Landestreue doppelt notwendig sind›», wie im Vorspann zu lesen war. Angesichts der filmischen Unbelecktheit zahlreicher an diesem Projekt beteiligten Filmbegeisterten und der als Filmregisseure ebenfalls nicht sonderlich versierten Herren Steckel und Lenz wurde von Schweizer Filmfachleuten schlimmstes befürchtet. Trotz dieser widrigen Produktionsumstände fand Dumont, zumindest für die optische Gestaltung des Films, durchaus lobende Worte:

«Diese heimliche Übernahme (gemeint ist die durch den bilderfahrenen Kameramann Stilly) erklärt das kraftvolle Abheben des Films mit seinen rhythmischen, aus den verschiedensten Blickwinkeln aufgenommenen Bildern … seine in dynamischen Einstellungen aufgelösten Massenbewegungen, für die man in anderen zeitgenössischen helvetischen Produkten vergeblich eine Entsprechung suchen würde. Werner Brandes … ist bekannt für seine tiefen Blickwinkel seine Froschperspektiven und seine kurzen Brennweiten. Die historische Rekonstruktion ist – gemessen an den sehr beschränkten Mitteln – gepflegt, und die Requisiten werden intelligent zur Geltung gebracht. Ein fröhlicher, fast verspielter Ton durchzieht die erste Hälfte des Films, dem man … mit Interesse verfolgt. (…) … aber die Figur von Bider bleibt farblos. Robert Freitag, ein Neuling am Schauspielhaus, leiht ihm Züge von typisch wienerischer Feinheit; die Begeisterung und das Feuer, die ihn beherrschen sollten, gehen vor allem von seiner Umgebung aus.»